# Desesperació (pel·lícula)
Desesperació (títol original: Despair - eine Reise ins Licht) és una pel·lícula germano-francesa de Rainer Werner Fassbinder estrenada el 1978. Ha estat doblada al català.

## Argument
París, anys 20. Minuciós retrat psicològic d'un emigrant rus que viu a París. Hermann, magnat de la xocolata, s'ha allunyat tant del món que l'envolta que arriba fins i tot a observar-se ell mateix des de fora del seu propi cos. En conèixer un home que és físicament idèntic a ell, trama un pla criminal amb què pretén garantir-se per sempre la seguretat econòmica.

## Repartiment
- Dirk Bogarde: Hermann Hermann
- Andréa Ferréol: Lydia
- Klaus Löwitsch: Felix Weber
- Volker Spengler: Ardalion
- Peter Kern: Müller
- Alexander Allerson: Mayer
- Gottfried John: Perebrodov
- Hark Bohm: El Doctor
- Bernhard Wicki: Orlovius
- Isolde Barth
- Ingrid Caven: la recepcionista de l'hotel
- Adrian Hoven: Inspector Schelling
- Roger Fritz: Inspector Braun
- Voli Geiller: Madame
- Hans Zander: el germà de Müller

## Premis i nominacions
- Premi a la direcció, muntatge i producció als Deutscher Filmpreis el 1978.
- Nominació per la Palma d'or al Festival de Cannes el 1978.